# Kurt Böhmer
Kurt Werner Max Böhmer (* 31. Dezember 1892 in Magdeburg; † 1. Oktober 1944 bei Windau) war ein deutscher Konteradmiral der Kriegsmarine im Zweiten Weltkrieg.

## Leben
Kurt Böhmer trat am 1. April 1914 in die Kaiserliche Marine ein. Als Seekadett kam er zur praktischen Bordausbildung bis August 1914 auf dem Panzerdeckkreuzer Hansa und ging dann auf das Großlinienschiff König Albert, wo er Ende des Jahres zum Fähnrich zur See befördert wurde. Anfang 1916 kam er an die Marineschule und besuchte einen Navigationslehrgang. Er kam zurück auf die König Albert und wurde hier am 13. Juli 1916 zum Leutnant zur See befördert. Von August 1917 bis November 1917 besuchte er an der Marineschule einen Lehrgang für Funkentelegraphie und kehrte anschließend als Funkentelegraphie-Offizier auf die König Albert zurück. Ab Juli 1918 war er an die U-Bootschule zur Ausbildung als Wachoffizier kommandiert und war als Wachoffizier auf der U 17. Später war er bis Kriegsende Kommandant von U 22.
Böhmer wurde in die Reichsmarine übernommen und hier am 28. September 1920 zum Oberleutnant zur See befördert. Am 1. April 1927 wurde er Kapitänleutnant. 1931 diente er aus dem Linienschiff Hessen.
Ab Juli 1937 war er als Erster Offizier (Beförderung zum Fregattenkapitän am 1. Oktober 1937) auf dem Panzerschiff Admiral Graf Speer und blieb in dieser Kommandierung bis Januar 1940. Anschließend war er bis Mai 1940 einziger Führer der Sonderverbände West. Von Juni 1940 bis Oktober 1940 war er Chef des Stabes des Befehlshaber der Sicherung der Nordsee und erhielt hierfür am 6. Oktober 1940 das Ritterkreuz zum Eisernen Kreuz verliehen. Von Oktober 1940 bis März 1942 war er als Nachfolger von Konteradmiral Hans Stohwasser Führer der Minensuchboote Nord. Mit der Neuaufstellung im März 1942 übernahm er bis zur Auflösung im Juni 1944 die Dienststelle als Führer der Minensuchverbände Ost. Böhmer war von der Aufstellung im Juni 1944 bis Oktober 1944 Kommandeur der 9. Sicherungs-Division. In dieser Position wurde er am 1. Februar 1943 Konteradmiral. Anfang Oktober 1944 wurde Böhmer bei der Jagd im Raum Windau durch Partisanen erschossen.